# Aris Leeuwarden in het seizoen 2015-16
Het seizoen 2015-16 van Aris Leeuwarden was het 12e seizoen van de basketbalclub uit Leeuwarden. Aris eindigde dit seizoen op de zevende plaats in de Dutch Basketball League, en liep zo de Play-offs mis voor het eerst sinds 2009. 

## Team

### Transfers
| Speler           | Komt van                 |
| ---------------- | ------------------------ |
| Josiah Heath     | Canisius College         |
| Javier Duren     | Yale University          |
| Desharick Guidry | McNeese State University |
| Joe O'Shea       | Dayton University        |
| Tom Aarts        | SPM Shoeters Den Bosch   |
| Ali Fraser       | Tarragona                |

| Speler                   | Vertrokken naar     |
| ------------------------ | ------------------- |
| Tjoe de Paula            | De Hoppers          |
| Dexter Hope              | Donar               |
| Marquise Simmons         | UMFN Njardvik       |
| Ryan Watkins             | Helsinki Seagulls   |
| Miles Jackson-Cartwright | White Wings Hanau   |
| Torgrim Sommerfeldt      | Centrum Tigers Oslo |
| Rik Pijp                 | –                   |

## Voorbereiding
| 5 september | De Groene Uilen | 42–84 | Aris Leeuwarden | Groningen |  |
| 5 september |                 |       |                 |           |  |
| 5 september | {{{series}}}    |       |                 |           |  |
|             |                 |       |                 |           |  |

| 11 september | Port of Antwerp Giants | 91–70 | Aris Leeuwarden | Steinsel |  |
| 11 september |                        |       |                 |          |  |
| 11 september | {{{series}}}           |       |                 |          |  |
|              |                        |       |                 |          |  |

| 12 september | Amicale Steinsel | 52–53 | Aris Leeuwarden | Steinsel |  |
| 12 september |                  |       |                 |          |  |
| 12 september | {{{series}}}     |       |                 |          |  |
|              |                  |       |                 |          |  |

| 13 september | Leuven Bears | 73–50 | Aris Leeuwarden | Steinsel |  |
| 13 september |              |       |                 |          |  |
| 13 september | {{{series}}} |       |                 |          |  |
|              |              |       |                 |          |  |

| 19 september | Aris Leeuwarden | 57–62 | ETB Wohnbau Baskets | Leeuwarden |  |
| 19 september |                 |       |                     |            |  |
| 19 september | {{{series}}}    |       |                     |            |  |
|              |                 |       |                     |            |  |

| 30 september | Aris Leeuwarden | 75–64 | Red Giants | Urk |  |
| 30 september |                 |       |            |     |  |
| 30 september | {{{series}}}    |       |            |     |  |
|              |                 |       |            |     |  |

| 3 oktober | BC Apollo Amsterdam | 70–66 | Aris Leeuwarden | Amsterdam |  |
| 3 oktober |                     |       |                 |           |  |
| 3 oktober | {{{series}}}        |       |                 |           |  |
|           |                     |       |                 |           |  |

2014/15· 2015/16 · 2016/17 · 2017/18 · 2018/19 · 2019/20
Apollo Amsterdam · SPM Shoeters Den Bosch  · Donar · Aris Leeuwarden · ZZ Leiden · Challenge Sports Rotterdam · BS Weert · Landstede Basketbal